# Jules i Jim
Jules i Jim (fra. Jules et Jim) francuska je romantična drama iz 1962. redatelja Françoisa Truffauta, utemeljena na istoimenom romanu Jules i Jim iz 1952. pisca Henria-Pierra Rochéa.

## Radnja
Austrijanac Jules (Oskar Werner) i Francuz Jim (Henri Serre) upoznaju se u Parizu i postaju prijatelji. Upoznaju Catherine (Jeanne Moreau) i obojica se zaljubljuju u nju, no ona se udaje za Julesa. Tijekom Prvog svjetskog rata Jules i Jim se bore na suprotnin stranama, ali poslije završetka rata su još uvijek prijatelji. Jules putuje u posjetu kod prijatelja. Catherini je dosadno i započinje vezu s Jimom.

## Uloge (izbor)
- Jeanne Moreau kao Catherine
- Oskar Werner kao Jules
- Henri Serre kao Jim
- Vanna Urbino kao Gilberte
- Serge Rezvani kao Albert
- Anny Nelsen kao Lucie
- Sabine Haudepin kao Sabine
- Marie Dubois kao Thérèse

## Vanjske poveznice
- Jules i Jim u internetskoj bazi filmova IMDb-a